# 静寂の世界
『静寂の世界』（A Rush of Blood to the Head）はイギリスのロックバンド、コールドプレイの2ndアルバム。2002年8月12日に日本、2002年8月26日にイギリス、2002年8月27日にアメリカでリリースされた。発売から1週間後には、ファースト・アルバム『パラシューツ』を超えるヒットとなる。
このアルバムには、いわゆるギターポップと言われる曲が多く収録されている。しかし、U2を思わせるようなオープニング・トラック「Politik」や、クリス・マーティンのピアノを全面に押し出した「Clocks」、ラウドなギターが特徴の「A Whisper」など、音楽的な幅を広げた作品となっている。また、このアルバムには、前作や同時期の他のバンドよりも多くピアノ・サウンドが採り入れられており、「Clocks」はこのアルバムで唯一、ピアノのリフを繰り返し用いている。
2002年のグラミー賞でベスト・オルタナティヴ・ミュージック・アルバム賞、「Clocks」がレコード・オブ・ザ・イヤー賞を受賞。あらゆる音楽雑誌からも前作以上の評判で、『ローリング・ストーン誌が選ぶオールタイム・ベストアルバム500』に於いては、324位にランクイン。
"A Rush of Blood to the Head"を直訳すると「頭に血が上る」だが、なぜか邦題は「静寂の世界」とされている。クリスは「アルバムのタイトルは、衝動的な行動を意味しているんだ。時間には限りがある。友人がみんなずっとそばにいてくれるわけじゃない。一度きりしかできなこともだろう。祖父にいつも言われてた。今できることは今すぐやれって。手にしたものも、永遠にそこにあるわけじゃないから」と語っている。

## 収録曲
全曲の作詞・作曲はBerryman/Buckland/Champion/Martin
1. Politik - 5:18
2. In My Place - 3:48
3. God Put a Smile upon Your Face - 4:57
4. The Scientist - 5:09
5. Clocks - 5:07
6. Daylight - 5:27
7. Green Eyes - 3:43
8. Warning Sign - 5:31
9. A Whisper - 3:58
10. A Rush of Blood to the Head - 5:51
11. Amsterdam - 5:19

## 受賞した賞
- 2002年、Q AwardsにてBest Album賞を受賞
- 2003年、ブリット・アワードにてBest British Album賞を受賞。
- 2003年、第45回グラミー賞にて最優秀オルタナティヴ・ミュージック・アルバム賞を受賞。